# Waldo Giménez Romera
Waldo Giménez Romera (Alhabia, 1835-Madrid, 1896) fue un escritor y periodista español.

## Biografía
Nacido en 1835 en la localidad almeriense de Alhabia, estudió las carreras de Letras y Administración y desde 1858 ejerció en Madrid el periodismo, siendo redactor de Las Antillas, El Criterio, El Diario Español, El Eco del País, El Imparcial, La Política y El Estandarte. También fue corresponsal del Diario de Barcelona durante la tercera guerra carlista, obteniendo la cruz del mérito militar. Desempeñó algunos cargos administrativos y falleció en Madrid, en la mayor pobreza, a la edad de sesenta y un años, el 31 de octubre de 1896.